# 서울 통화중
"서울 통화중"은 1990년에 개봉한 대한민국의 영화이다.

## 캐스팅
- 이대근 : 변대문 역
- 김성찬 : 육대주 역
- 민복기 : 씬 역
- 노정아 : 은지 역
- 주희아 : 화니 역
- 이해룡 : 남자 역
- 현길수 : 지배인 역
- 박용팔 : 일본인남자 역
- 남수정 : 일본인처 역
- 이석구 : 보디가드 1 역
- 손경돈 : 보디가드 2 역
- 권일수 : 보디가드 3 역
- 강산 : 보디가드 4 역
- 홍성찬 : 보디가드 5 역
- 송금식 : 보디가드 6 역
- 박예숙 : 디스코여인 1 역
- 홍윤정 : 디스코여인 2 역
- 신유정 : 미스 진 역
- 조영이 : 호텔여인 역
- 박동룡 : 댄스교습소지배인 역
- 문명권 : 제비 1 역
- 박영노 : 호스트 역
- 노사강 : 멤버 역
- 김진선 : 조바 1 역
- 강희 : 조바 2 역
- 유경애 : 카바레여인 1 역
- 유명순 : 카바레여인 2 역
- 석인수 : 카바레여인 3 역
- 강희주 : 카바레여인 4 역
- 이정아 : 아파트여인 역
- 문미봉 : 가정부 역
- 오도규 : 정원사 역
- 안진수 : 가정교사 역
- 강용규 : 청년 1 역
- 홍성웅 : 청년 2 역
- 조성준 : 청년 3 역
- 홍충길 : 구두닦이청년 역
- 길달호 : 육대주비슷한남자 역
- 박용호 : 때밀이남자 역
- 한국남 : 두목 역
- 황춘수 : 매매꾼 1 역
- 김성환 : 매매꾼 2 역
- 박희진 : 매매꾼 3 역
- 최근제 : 매매꾼 4 역
- 이제규 : 매매꾼 5 역
- 정영국 : 매매꾼 6 역